# Miral Samardžić
‎
Miral Samardžić, slovenski nogometaš, * 17. februar 1987, Jesenice.

## Klubska kariera
Samardžić se je z nogometom začel ukvarjati na Jesenicah, star 9 let. Sprva je začelo kot vezist oz. napadalec, ko je prestopi h kranjskemu Triglavu pa kot branilec. Pri 19 letih je veljal za enega najbolj talentiranih branilcev v Sloveniji. Zato so se zanj začeli zanimati številni klubi. Tako je v zimskem prestopnem roku v sezoni 2006/2007 okrepil obrambo Maribora. Že takoj je dobil veliko priložnosti za igro, saj je v spomladanskem delu nastopil na 13 tekmah. Med letoma 2010 in 2014 je bil član moldavskega kluba Sheriff Tiraspol, za katerega je odigral 105 prvenstvenih tekem in dosegel deset golov, bil pa je tudi kapetan tega kluba. Julija 2014 je prestopil v HNK Rijeka, ki igra v hrvaški prvi ligi.

## Reprezentančna kariera
Samardžić je bil član vseh mlajših selekcij slovenske reprezentance. Med letoma 2007 in 2008 je odigral osem tekem za slovensko mlado reprezentanco, 19. novembra 2013 pa je debitiral v slovenski članski reprezentanci na prijateljski tekmi proti kanadski reprezentanci na Areni Petrol v Celju.